# NGC 6826
أن جي سي 6826 أو كالدويل 15 في علم الفلك (بالإنجليزية:NGC 6826 أو أيضا
Caldwell 15 ) هو سديم كوكبي يرى في كوكبة الدجاجة . وهو يعرف أيضا بـ «الكوكبي الوميضي» . عندما يشاهد بمنظار صغير ترى العين النجم الوسطي متألقا عند مشاهدته مباشرة مع حجب ما يحيطه من سحابة السديم. كما يمكن مشاهدته جانبا في العين، عندئذ يرى مترددا اللمعان ؛ يشاهد ذلك مع تحريك العين .
يبعد السديم الكوكبي إن جي سي 6826 عن المجموعة الشمسية بنحو 2000 سنة ضوئية ؛ أي أنه ينتمي إلى مجرتنا، مجرة درب التبانة التي يصل نصف قطرها إلى نحو 100.000 سنة ضوئية . ويبلغ اتساع السديم 0,40 x 0,44 سنة ضوئية . ويعتبر إن جي سي 6826 من أشد الأجرام السماوية تألقا.
من ظواهر هذا السديم الكوكبي وجود بقعتان لامعتان على ناحيتيه ؛ وهما توصفان بأنهما منطقتي انبعاث قليلة التأين السريع ، وهي تختصر بكلمة FLIERS. ويشير تحليل طيف تلك البقعتاين إلى أنهما حديثي الحدوث، وتتحركان على الخارج يسرعة أعلى من سرعة الصوت.

## اكتشافه
اكتشف «السديم الكوكبي»  إن جي سي 6826  في 6 سبتمبر 1793. من قبل عالم الفلك الألماني الأصل البريطاني الجنسية ويليام هيرشل

## ومضاته
عند مشاهدة السديم الكوكبي إن جي سي 6826 بمنطار تلسكوب يبدو له وميضا مترددا . ولهذ فقد سمي بالإسم «الكوكبي الوميضي» . ولكن سحابته لا تظهر وميضا . ولكن سبب رؤية الوميض إنما هو خداع نظر يحدث في العين نفسها ؛ فعندما نركز الرؤية على النجم الوسطي يطغي ضوؤه على ما يحيطه من سحابة فلا نراها، ولكن عن الابتعاد عن رؤية النجم الوسطي فإن السحابة تظهر واضحة من جديد.

## وصلات خارجية
- The Hubble European Space Agency Information Centre Hubble picture and information on NGC 6826
- (بالإنجليزية) Stellar Scenes Image Collection NGC 6826

## اقرأ أيضا
- سديم الإسكيمو
- سديم الساعة الرملية